# Kasker
Kasker is een gehucht binnen de Zweedse gemeente Arjeplog. Het dorpje is gelegen aan een plaatselijke weg tussen Arjeplog en Slagnäs. Toen in begin van de 18e eeuw de Zweedse regering het gebied wilde ontginnen trokken Zweden vanuit het zuiden richting Arjeplog. De eersten vestigden zich in Kasker, om vandaar uit het gebied verder in te gaan. In 1720 kwamen de eerste bewoners. Later werden Kurrokvejk en Racksund gesticht.
Bestuurscentrum: Arjeplog (tätort)
Småort: Laisvall · Slagnäs
Overig: Adolfström · Gautosjö · Hällbacken · Jäkkvik · Kasker · Kurrokvejk · Laisvall by · Luokta-Mavas · Maskaur · Mellanström · Miekak · Örnvik · Racksund · Semisjaur-Njarg · Ståkke · Svaipa · Tjärnberg · Västra Kikkejaur